# Innocenzo Ciocchi del Monte
Innocenzo Ciocchi del Monte (* 1532 in Fidenza, Provinz Parma; † 3. November 1577 in Rom) war ein Kardinal der römisch-katholischen Kirche. Seinen Kardinalshut verdankt er Julius III., der sein Adoptivonkel war.

Kardinalswappen (moderne Nachzeichnung)

## Problematik des Nepotismus
Die Beförderung und Auszeichnung von Familienmitgliedern war für Päpste des 15. und 16. Jahrhunderts nichts Ungewöhnliches. Während aus heutiger Sicht dieser Nepotismus kritisiert wird und als unvereinbar mit dem Papsttum gilt, erwartete man in der frühen Neuzeit von einem Papst ein solches Verhalten. Die Förderung von Innocenzo Ciocchi del Monte durch Julius III. und seine Erhebung zum Kardinal traf trotzdem in der damaligen Gesellschaft auf breites Unverständnis. Man kritisierte offiziell vor allem seinen Lebenswandel, meinte aber viel eher seine Abstammung. Zu den wichtigsten Kritikern, die den neu ernannten Kardinal für unwürdig hielten, gehörte auch der einflussreiche Kardinal Gian Pietro Carafa, der Leiter der Inquisition und spätere Papst Paul IV.

## Herkunft und Werdegang

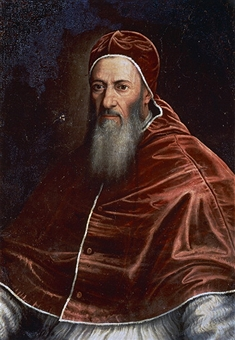
Julius III. war der Förderer von Kardinal del Monte

Innocenzo stammte aus einfachen Verhältnissen. Er begegnete in jugendlichem Alter seinem späteren Adoptivonkel, als dieser als päpstlicher Legat in Parma und Piacenza unterwegs war. Die Fama berichtet, dass der Junge beherzt eingriff, als der spätere Papst Julius III. von seinem als Haustier gehaltenen Affen angegriffen wurde. Julius III. ernannte den Jungen daraufhin angeblich zum Affenwärter und machte ihn zum Mitglied seines Haushaltes. Seinen Bruder Baldovino Ciocchi del Monte überredete er später, den Jungen zu adoptieren, der daraufhin den Namen Innocenzo Ciocchi del Monte erhielt. Dieses ungewöhnliche Vorgehen löste in Rom das Gerücht aus, dass es sich bei dem Jungen entweder um einen unehelichen Sohn Julius‘ III. oder seinen Geliebten handele.
Ungewöhnlich ist in jedem Fall die Karriere von Innocenzo Ciocchi del Monte, die dieser nach der Papstwahl von Julius III. am 8. Februar 1550 erlebte. Sofort nach Pontifikatsbeginn erhielt er mehrere Pfründen, so dass er zu einem der reichsten Prälaten Roms wurde. Mit der Erhebung zum Kardinal im Mai 1550 wurde Kardinal del Monte zum sogenannten Kardinalnepot, wie man den Würdenträger nannte, der dem Papst am nächsten stand. Die Förderung eines Nicht-Blutsverwandten in dieses Amt, das normalerweise einem Neffen des Papstes vorbehalten war, traf auf weites Unverständnis. Dieses nahm noch zu, als der letzte männliche (eheliche) Erbe der Del-Monte-Familie starb. Julius III. erwog in dieser Situation, seinen Adoptivneffen wieder in den weltlichen Stand zurückzuversetzen und mit der Witwe seines verstorbenen leiblichen Neffen zu verheiraten. Bei den noch lebenden Angehörigen der Familie Ciocchi del Monte stieß dies jedoch auf Ablehnung. Sie setzten sich damit durch, dass ein unehelicher Sohn des Papstbruders Baldovinos als Erbnachfolger des Hauses Ciocchi del Monte anerkannt wurde.

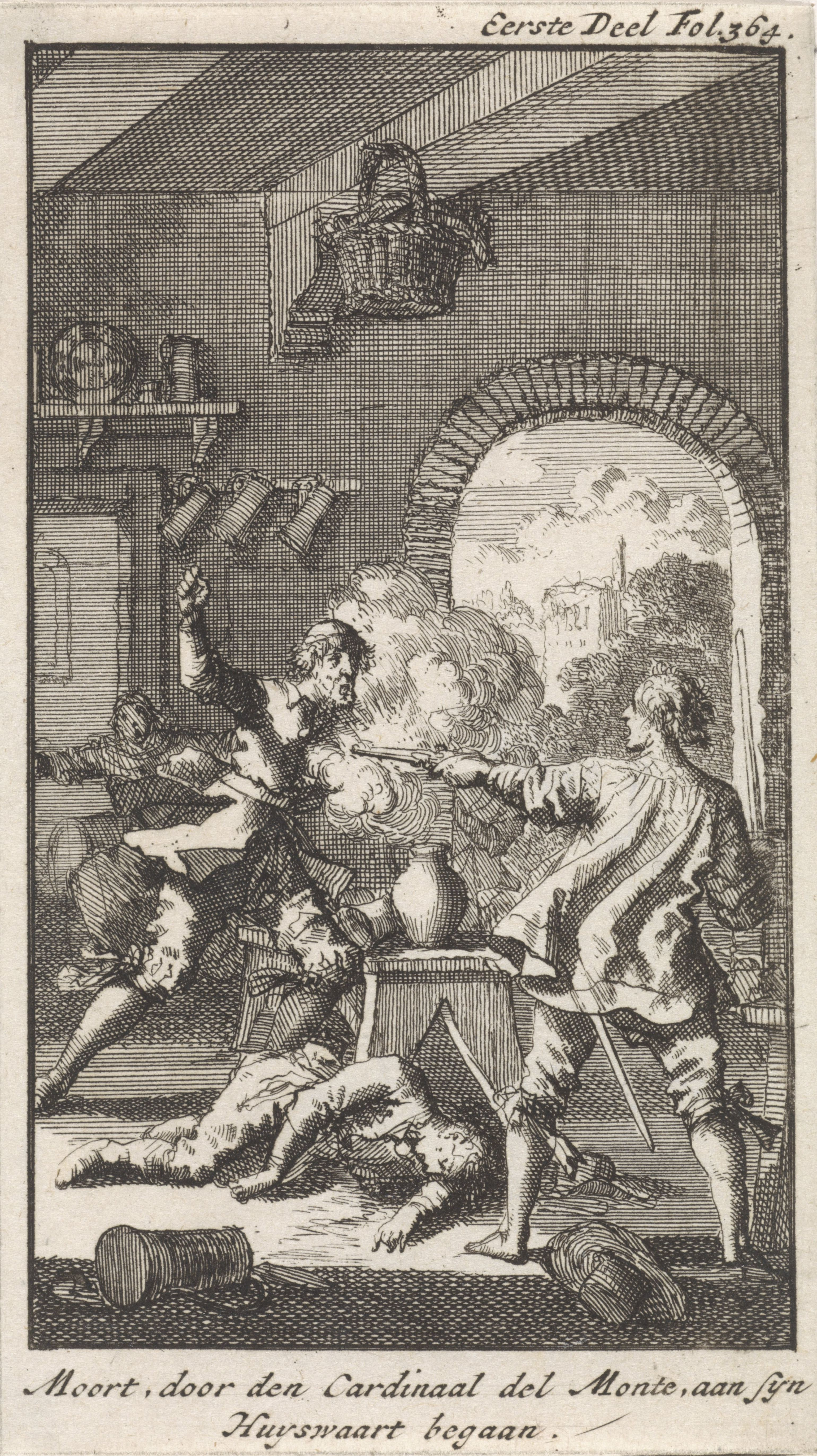
Die Morde des Kardinals Del Monte (Druck 1699)

Die Karriere des Kardinals Ciocchi del Monte endete, als im März 1555 Julius III. starb. Marcellus II. kritisierte ihn wegen seines Lebenswandels. Auch Paul IV. ermahnte und verwies den Kardinal, der seinen Einfluss und die herausgehobene Stellung innerhalb des Kardinalskollegiums mit dem Tod seines Förderers verloren hatte. Den ausschweifenden und zu Gewalttätigkeiten neigenden Lebensstil setzte er dennoch fort. In der Sedisvakanz nach dem Tod Pauls IV. beging er während eines Streites zwei Morde (siehe Abb.), einen seiner Diener zu Tode prügelnd einen dritten. Der Strafverfolgung entging er, weil Pius IV., um gewählt zu werden, Straffreiheit für alle während der Sedisvakanz begangenen Straftaten versprochen hatte. Verhaftet wurde Innocenzo, als er erneut gewalttätig wurde. Am 27. Mai 1560 wurde er in die Engelsburg eingekerkert. Im September 1561 aus der Haft entlassen, wurde er unter Aufsicht zweier Jesuiten in die Toskana verbannt. Nachdem der Kardinal 1568 erneut durch Gewalttätigkeiten aufgefallen war, ließ ihm Pius V. ein Zimmer im Vatikan anweisen mit zwei Theatinermönchen zur Aufsicht. Nachdem der zu dieser Zeit harte Maßnahmen gegen die in Rom weit verbreitete Prostitution durchsetzende Pius V. erfahren hatte, dass Innocenzo während der Fastenzeit 1569 mit Prostituierten verkehrt hatte, wurde er erneut in die Engelsburg und schließlich in die Abtei Montecassino verbannt. Alle ihm verliehenen Pfründen wurden eingezogen und das mit dem Kardinalstitel verbundene Papstwahlrecht suspendiert.
Innocenzo Ciocchi del Monte starb am 3. November 1577.